# Giovanni Federico
Giovanni Federico (ur. 4 października 1980 w Hagen) – niemiecki piłkarz pochodzenia włoskiego, występujący na pozycji pomocnika. W sezonie 2006/2007 został królem strzelców 2. Bundesligi. 
W Bundeslidze rozegrał 59 spotkań i zdobył sześć bramek.